# Gouvernement du Bangladesh
Le gouvernement du Bangladesh (bengali : বাংলাদেশের মন্ত্রিসভা – Bānglādēśēr Mantri'sabhā) ou Conseil des ministres  (bengali : বাংলাদেশের মন্ত্রিপরিষদ – Bānglādēśēr Mantri'pariṣad) est le principal organe exécutif de la république populaire du Bangladesh. Le Cabinet est l'organe décisionnel collectif de l'ensemble du gouvernement relevant du Cabinet du Premier ministre, composé du Premier ministre et de quelque vingt-cinq ministres, sept conseillers, dix-neuf ministres d'État et trois sous-ministres,,.

## Gouvernement actuel
| Poste | Titulaire | Titulaire                  | Parti |
| --- | --------- | -------------------------- | ----- |
| Conseiller principal Ministre de la Défense                                                                                          |           | Muhammad Yunus             |       |
| Conseiller Assistant spécial du conseiller principal Attaché au Cabinet du conseiller principal Conseiller à l'Alimentation          |           | Ali Imam Majumder          |       |
| Conseiller aux Finances Conseiller à la Science et à la Technologie                                                                  |           | Salehuddin Ahmed           |       |
| Conseiller à la Loi, à la Justice et aux Affaires parlementaires Conseiller à la Protection des expatriés et à l'Emploi à l'étranger |           | Asif Nazrul                |       |
| Conseiller aux Affaires culturelles                                                                                                  |           | Mostofa Sarwar Farooki     |       |
| Conseiller aux Affaires étrangères                                                                                                   |           | Md. Touhid Hossain         |       |
| Conseillère à l'Environnement et aux Forêts Conseiller aux Ressources en eau                                                         |           | Rizwana Hasan              |       |
| Conseiller aux Postes et aux Technologies de l'information et de la communication Conseiller à l'Information et à la Radiodiffusion  |           | Nahid Islam                |       |
| Conseiller à la Jeunesse et aux Sports Conseiller au Gouvernement local, au Développement rural et aux Coopératives                  |           | Asif Mahmud                |       |
| Conseiller à l'Intérieur Conseiller à l'Agriculture                                                                                  |           | Jahangir Alam Chowdhury    |       |
| Conseiller aux Affaires religieuses                                                                                                  |           | A F M Khalid Hossain       |       |
| Conseillère à la Santé et à au Bien-être familial                                                                                    |           | Nurjahan Begum             |       |
| Conseiller à l'Industrie Conseiller au Logement et aux Travaux publics                                                               |           | Adilur Rahman Khan         |       |
| Conseiller à la Terre Conseiller à l'Aviation civile et au Tourisme                                                                  |           | A. F. Hassan Ariff         |       |
| Conseillère à la Pêche et aux Vivres                                                                                                 |           | Farida Akhter              |       |
| Conseillère à la Sécurité sociale Conseillère aux Affaires féminines et infantiles                                                   |           | Sharmeen Murshid           |       |
| Conseiller à Chittagong Hill Tracts                                                                                                  |           | Supradip Chakma            |       |
| Conseiller à l'Éducation primaire |           | Bidhan Ranjan Roy          |       |
| Conseiller aux Affaires de la guerre de libération Conseiller aux Secours et à la Gestion des catastrophes                           |           | Farooq-e-Azam              |       |
| Conseiller à l'Électricité et aux Ressources minérales Conseiller aux Chemins de fer Conseiller aux Transports routiers et aux Ponts |           | Muhammad Fouzul Kabir Khan |       |
| Conseiller à l'Éducation Conseiller au Plan                                                                                          |           | Wahiduddin Mahmud          |       |
| Conseiller à la Pêche Conseiller au Travail et à l'Emploi                                                                            |           | M Sakhawat Hossain         |       |
| Conseiller au Textile Conseiller au Commerce                                                                                         |           | Sheikh Bashir Uddin        |       |